# Simmeringer Haide

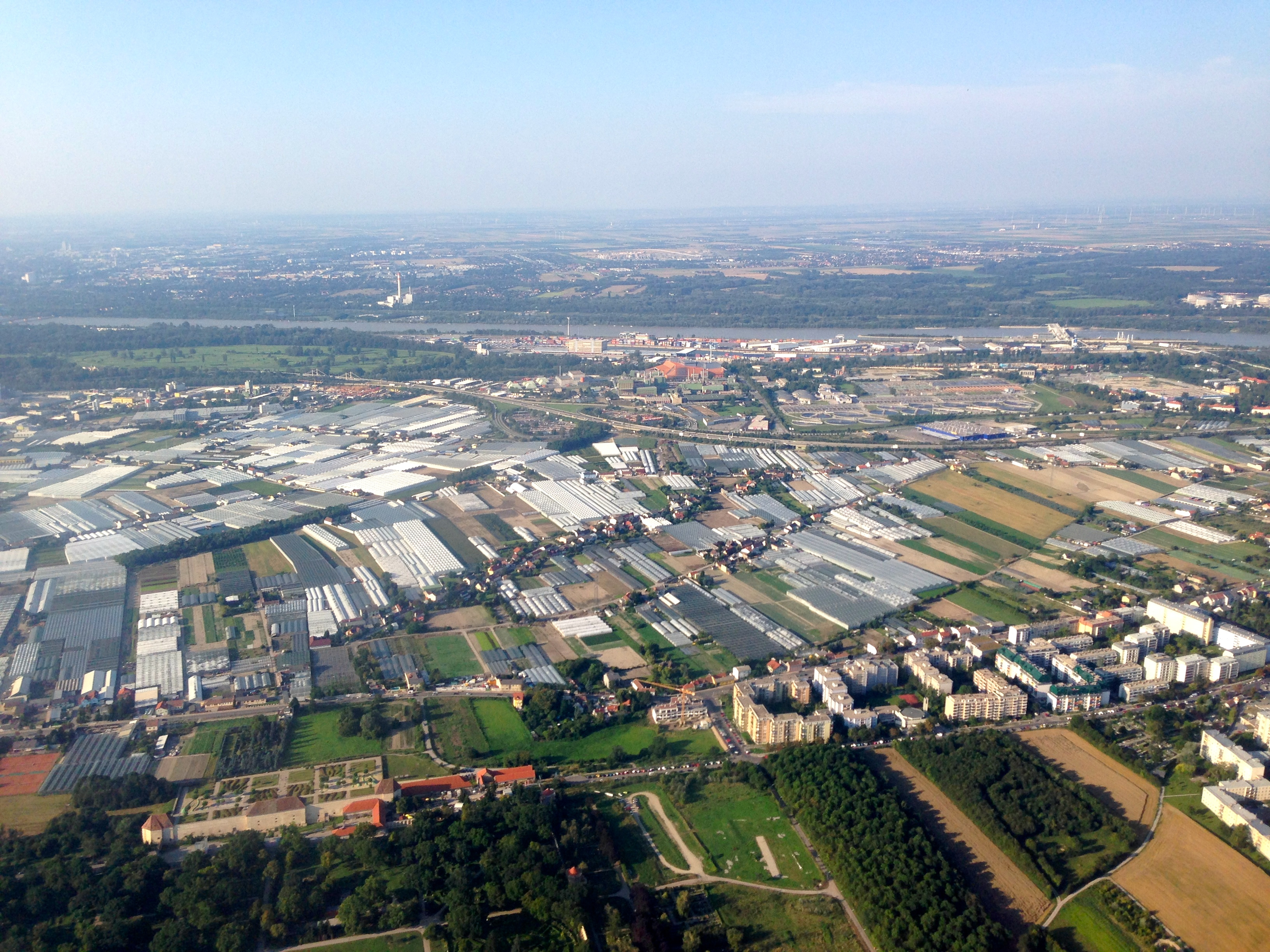
Luftbild der Simmeringer Haide

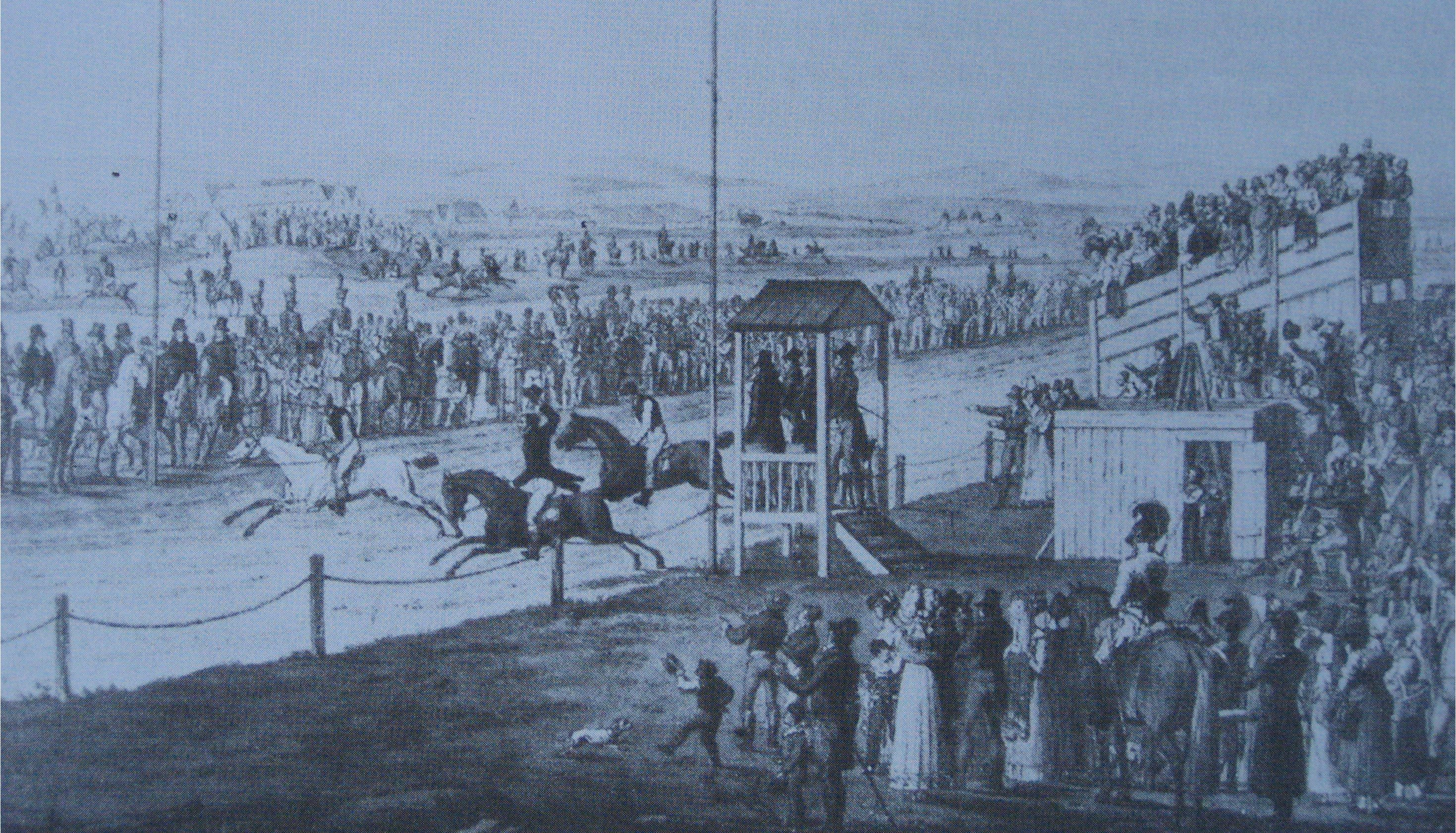
Pferderennen auf der Simmeringer Haide im April 1816

Lage des Ravelins 1878 (rechts unten)

Die Simmeringer Haide (ugs. auch Simmeringer Had genannt) ist eine Landschaft im 11. Wiener Gemeindebezirk Simmering. Sie umfasst die niedrig gelegenen Teile zwischen Donaukanal und der unteren Schwechat und bildet mit der Seehöhe von 155 m den topografisch zweitniedrigsten Punkt Wiens (nur die Untere Lobau liegt mit 151 m noch tiefer). Das Simmeringer Fußballstadion, das vor allem in den 1920er Jahren von Bedeutung war, wird nach dieser Landschaft benannt.

## Geschichte
Das große flache Gebiet mit seinem eher unfruchtbaren Boden war noch zur Zeit des Mittelalters großteils mit Wald bedeckt. Während der ersten Wiener Türkenbelagerung im Jahre 1529 wurde das Gebiet als Zeltlager der Türken benutzt und wurde sonst als Weidegebiet verwendet. Später diente die Simmeringer Haide vor allem als Übungsgelände für das Militär. Hier wurden vor allem Schießübungen, auch mit Kanonen, durchgeführt, woran heute noch der Straßenname Schusslinie erinnert. Auf diesem Gelände befand sich auch ein zu Übungszwecken errichteter Ravelin, nach dessen Standort die Ravelinstraße benannt ist. Außerdem fanden auf einem Teil der Haide regelmäßig Pferderennen statt.
Im Jahre 1909 wurde auf der Simmeringer Haide der erste Wiener Flugplatz eröffnet. Hier machte unter anderem der französische Pilot Louis Blériot Vorführungen vor 300.000 Zuschauern, zu denen auch Kaiser Franz Joseph I. zählte. Im Mai 1910 landete die Etrich Taube erstmals von einem längeren Flug aus Wiener Neustadt auf dem Flugplatz Simmeringer Haide und brach bald wieder zum Rückflug auf. Noch heute erinnern die Bleriotgasse und die Etrichstraße an diese Ereignisse.
Die Simmeringer Haide war in der Vorkriegszeit ein beliebter Lagerplatz für Rom(a) aus verschiedenen Ländern.
Seit der Eingemeindung Simmerings Ende des 19. Jahrhunderts begann zunehmend die Industrialisierung des Gebietes. Nach der Wiener Donauregulierung und der Verlegung der Schwechat waren auch die äußeren Bedingungen für die industrielle Erschließung des großteils unbebauten Gebietes gegeben. Der Flugplatz musste bald Industriebetrieben, aber auch Gemüsebauern weichen. Nicht verwirklicht wurde die Ende des 19. Jahrhunderts geplante großflächige Bebauung der Haide mit Wohnbauten.
Auf der Simmeringer Haide, und zwar in der 2. Haidequerstraße, befand sich während des Zweiten Weltkrieges ein Barackenlager für Kriegsgefangene und Zivilinternierte bis Sommer 1944. Vom 20. August 1944 bis 1. April 1945 war dieses Lager dann das KZ-Nebenlager Saurerwerke mit bis zu 1480 Häftlingen unter dem Kommando von SS-Hauptsturmführer Johann Gärtner. Daran erinnert heute ein Gedenkstein an der Kreuzung Haidestraße/Oriongasse.
Nach dem Krieg diente das Lager der österreichischen Staatspolizei als Unterbringungsort für NS-Angehörige und Kriegsverbrecher.

## Wirtschaft und Infrastruktur

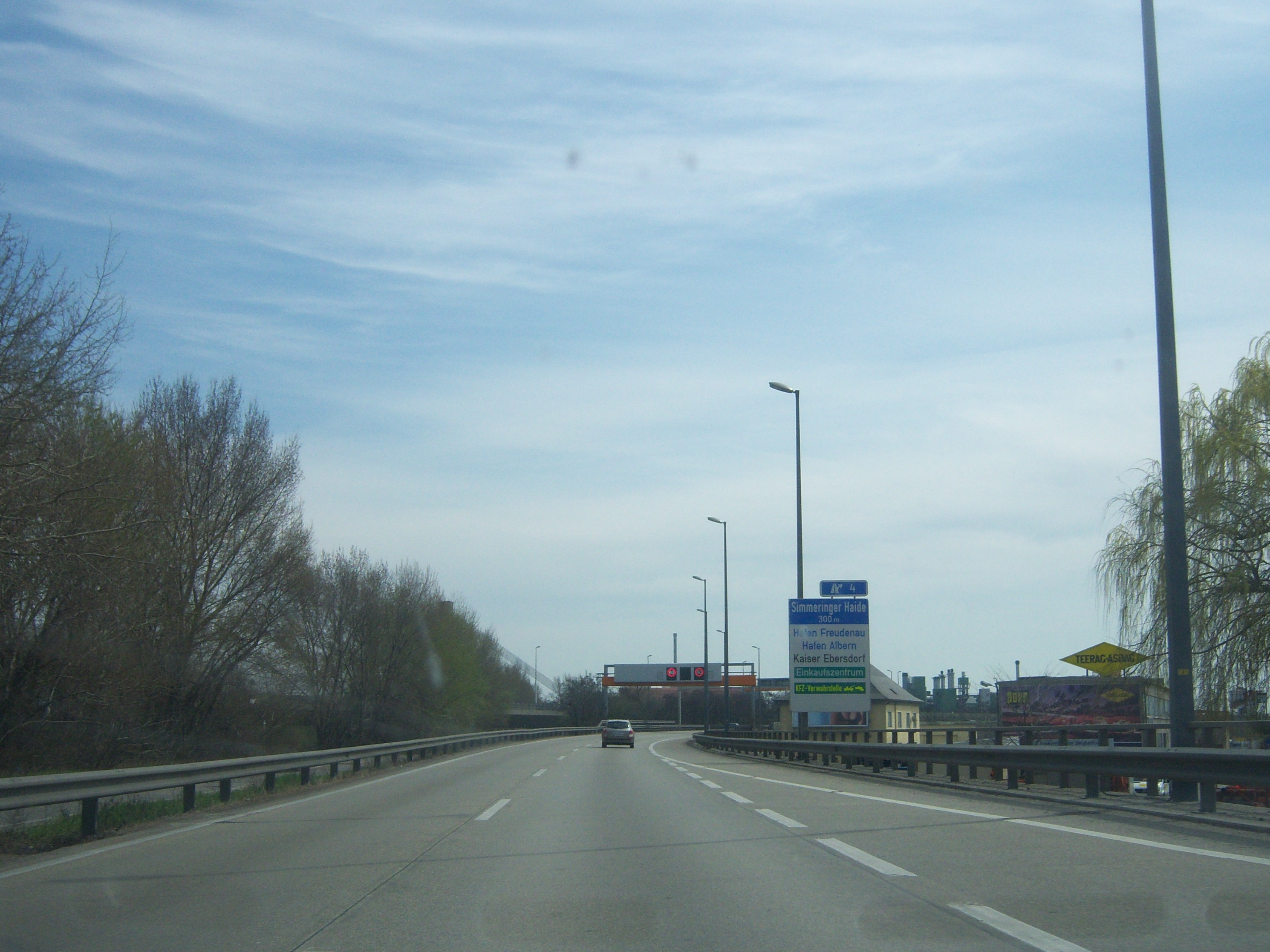
Autobahnanschluss A4

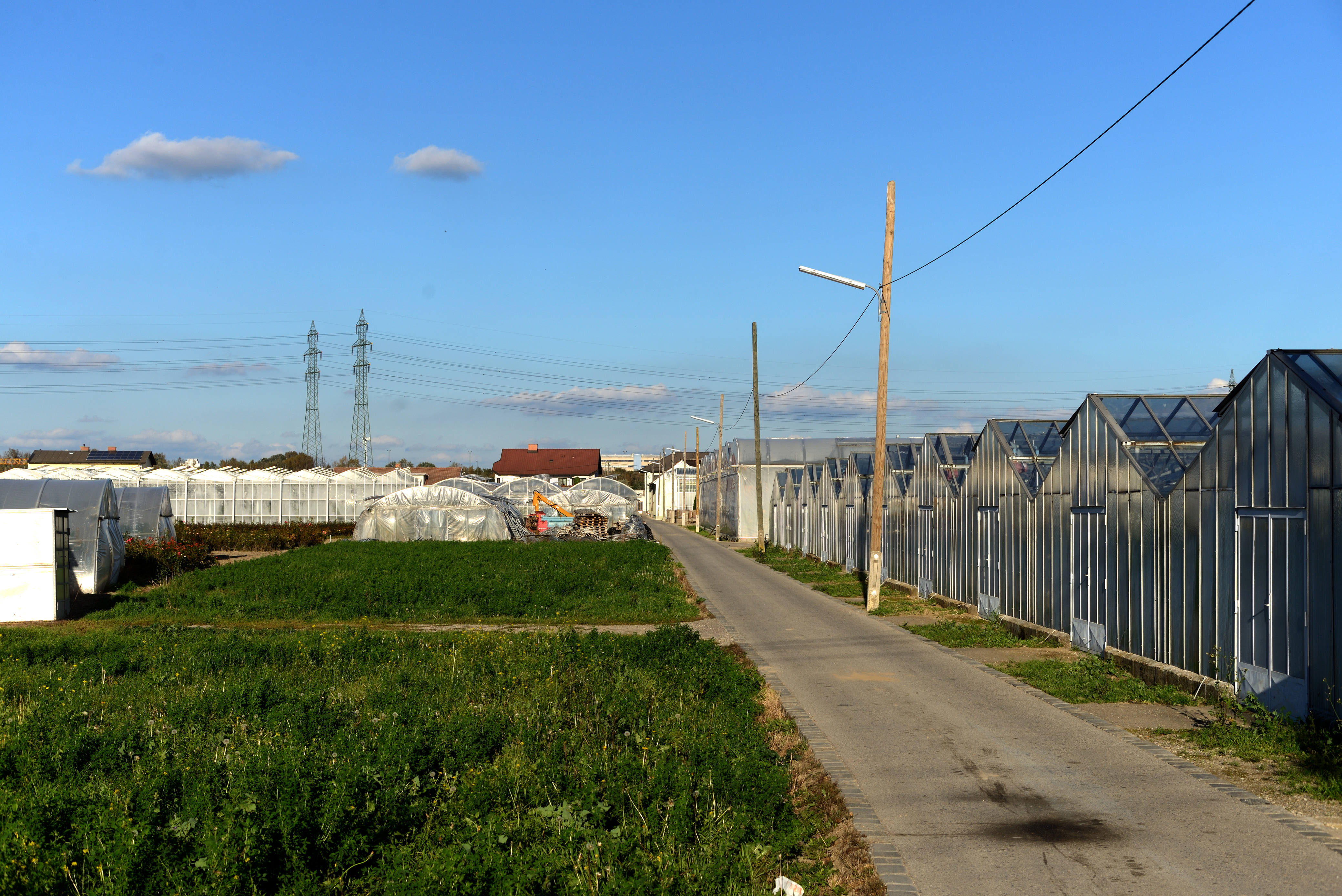
Glashäuser in der 9. Haidequerstraße

Heute finden sich auf der ehemaligen Haide die Wiener Hauptkläranlage der Entsorgungsbetriebe Simmering, die Sonderabfall- und Klärschlammverbrennungsanlage Simmeringer Haide der Fernwärme Wien, die Hauptwerkstätte (vormals Zentralwerkstätte) der Wiener Verkehrsbetriebe, die Wiener Gas- und E-Werke sowie zahlreiche private Unternehmen. Ein Teil der Simmeringer Haide wird außerdem bis heute zum Gemüseanbau genutzt. Außerdem finden sich hier mehrere Kleinsiedlungen mit ländlichem Charakter.
Verkehrsmäßig ist die Simmeringer Haide auch an die Ostautobahn A4 angeschlossen.

## Simmeringer Had
Bekannt ist der Begriff Simmeringer Had durch ein Spottlied über den Schneidergesellen János Libényi. Er wurde nach seinem missglückten Attentat auf Kaiser Franz Joseph I. am 18. Februar 1853 bei der Spinnerin am Kreuz (nicht wie oft fälschlich angenommen auf der Hinrichtungsstätte auf der Simmeringer Haide) durch den Strang hingerichtet.
Auf der Simmeringer Had', hat's an Schneider verwaht,

es g'schicht ihm schon recht, warum sticht er so schlecht.

Auf der Simmeringer Had', hat's an Schneider verwaht

mit der Nadel samt dem Öhr, samt dem Zwirn und der Scher'.

Auf der Simmeringer Had', hat's an Schneider verwaht

allen sei es a Lehr, er lebt nimmermehr

Und Leut'ln hurcht's auf, der Wind hört schon auf,

gang er allerweil so furt, wa ka Schneider mehr durt.
Der Sportplatz des 1. Simmeringer SC wird auch Simmeringer Had genannt.